# 上山市立宮川中学校
上山市立宮川中学校（かみのやましりつ みやかわちゅうがっこう）は、山形県上山市牧野字中原にある公立中学校。上山市内では「宮中」（みやちゅう）と呼ばれる。

## 沿革
- 1958年（昭和33年）9月 - 開校[2]
- 1960年（昭和35年）6月 - 体育館落成
- 1962年（昭和37年）3月 - 学区変更、金生地区分離
- 1968年（昭和43年）8月 - プール完成
- 1999年（平成11年）12月 - 体育館落成

## 学区
- 上山市立宮川小学校学区[3]

## 所在地
- 山形県上山市牧野字中原1945-2

## 生徒数
| 年度 | 男子 | 女子 | 計  |
| ---- | ---- | ---- | --- |
| 2009 | 53   | 52   | 105 |
| 2008 | 58   | 61   | 119 |
| 2007 | 68   | 64   | 132 |
| 2006 | 68   | 66   | 134 |
| 2005 | 75   | 73   | 148 |
| 2004 | 68   | 78   | 146 |
| 2003 | 83   | 82   | 165 |
| 2002 | 74   | 75   | 149 |

## 象徴

### 校歌
- 作詞：真壁仁
- 作曲：福井文彦